# Amélie Munier-Romilly
Amélie Romilly, née à Genève le 21 mars 1788 et morte à Genève le 12 février 1875, est une peintre suisse. 

## Biographie

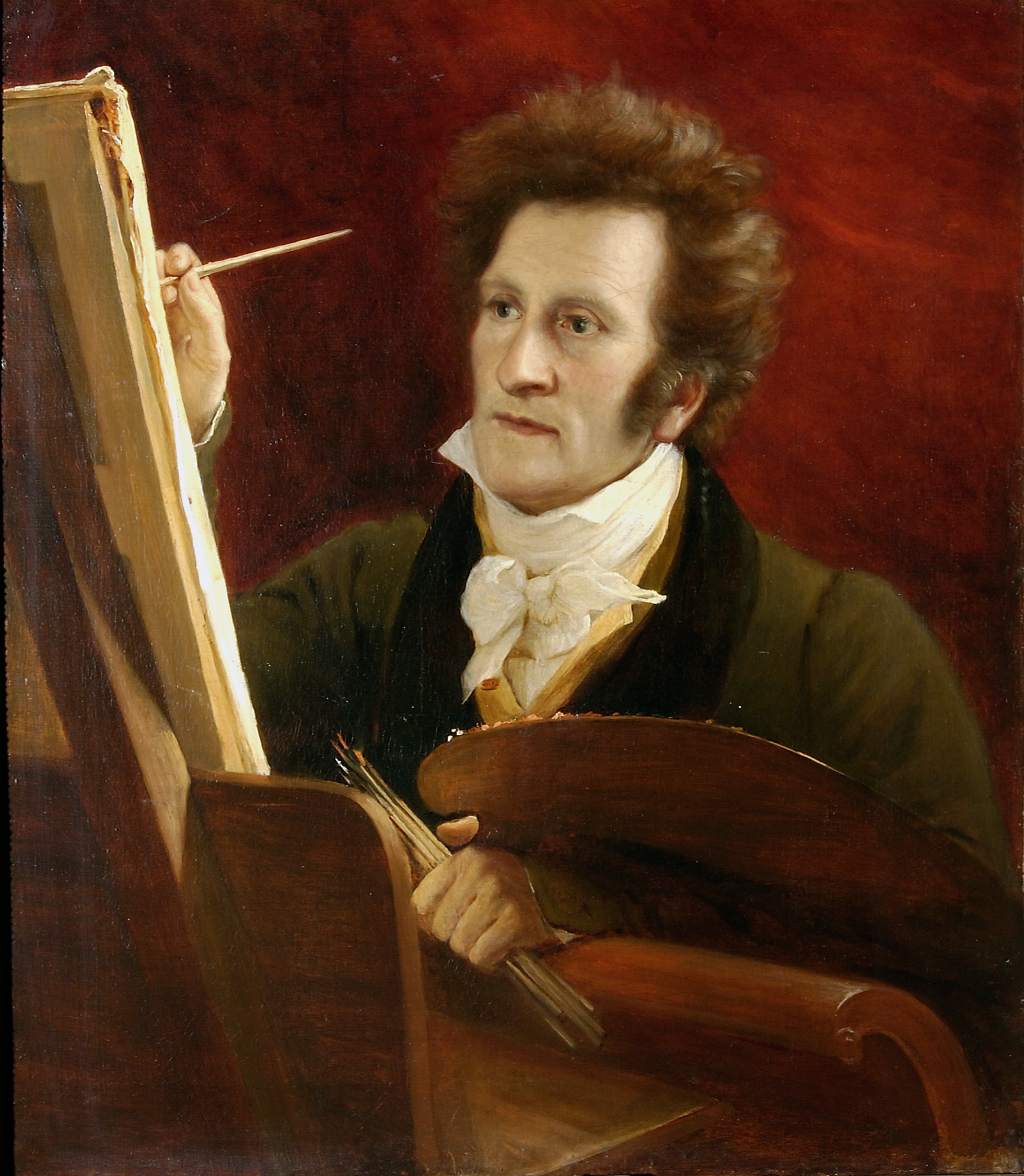
Portrait de son maître Firmin Massot par Amélie Romilly

Jeanne-Louise-Amélie Romilly, fille de Pierre-Paul Romilly (graveur) et de Suzanne Magnin devient orpheline de père à 13 ans et doit très vite contribuer aux dépenses de la famille. Aux environs de 1805, elle devient élève du peintre portraitiste Firmin Massot qui lui enseigne les techniques du dessin, du pastel et de la peinture à l'huile. C'est lui qui l'incite à partir pour Paris pour parfaire sa formation tout en cherchant du travail. Elle séjourne à Paris, d'où, guidée par son compatriote François-Gédéon Reverdin, elle correspond d'abondance avec son professeur. Elle y peint un certain nombre de portraits. Reverdin, qui lui prête son atelier, lui présente des artistes, parmi lesquels David, Horace Vernet, François Gérard, Pierre-Narcisse Guérin ou Isabey. En 1814, elle expose au salon de Paris.
De retour à Genève, elle donne des cours à de jeunes élèves. Elle est aussi élue associée honoraire de la Société des Arts. Dès les années 1830, elle utilise le pastel pour ses portraits en buste et révèle bientôt une manière très moderne et sensible d'utiliser cette technique. Elle peint beaucoup de personnalités en utilisant des techniques aussi diverses que le fusain, la lithographie, la peinture à l'huile, l'aquarelle ou le pastel.  
Dès ses débuts, elle entame une réflexion sur les codes véhiculés par le genre du portrait. Elle accorde une grande attention à la pose de ses modèles. Les portraits d'enfants contribuent grandement à sa notoriété.
Dans sa vie personnelle, en tant qu'épouse de pasteur, elle est témoin de la souffrance des enfants et des conditions de vie des milieux défavorisés. Outre ses portraits dépeignant une bourgeoisie idéale où règnent l'harmonie et le bonheur familial, elle représente aussi des scènes de genre où elle dénonce les inégalités sociales. 
En son temps, et en tant que femme et peintre, elle jouit d'une renommée ambiguë. Concilier vie familiale et vie d'artiste ne va pas de soi...  Elle ne renoncera pas pour autant à la peinture, ni à la maternité d'ailleurs car elle aura quatre enfants. Elle épouse en 1821 le théologien genevois David-François Munier.
Tout au long de sa carrière, elle retourne à Paris et en Angleterre à de nombreuses reprises. En 1830, elle remporte la médaille d'or à l'exposition de Berne. Très prolifique, elle peint des milliers de tableaux. Entre 1820 et 1856, elle compte quelque 2500 tableaux dans son catalogue. Malheureusement ses catalogues manuscrits ont disparu mais elle aurait accompli environ 5500 portraits tout au long de sa carrière. Rarement signées, ses œuvres sont principalement aux mains de collectionneurs privés genevois et l’absence de catalogue raisonné empêche une véritable reconnaissance de l’artiste au XXe siècle. Le Musée d'art et d'histoire de Genève détient toutefois dix tableaux caractéristiques de l'œuvre de l'artiste.

## Postérité
Une rue de Genève porte son nom, la Rue Munier-Romilly.

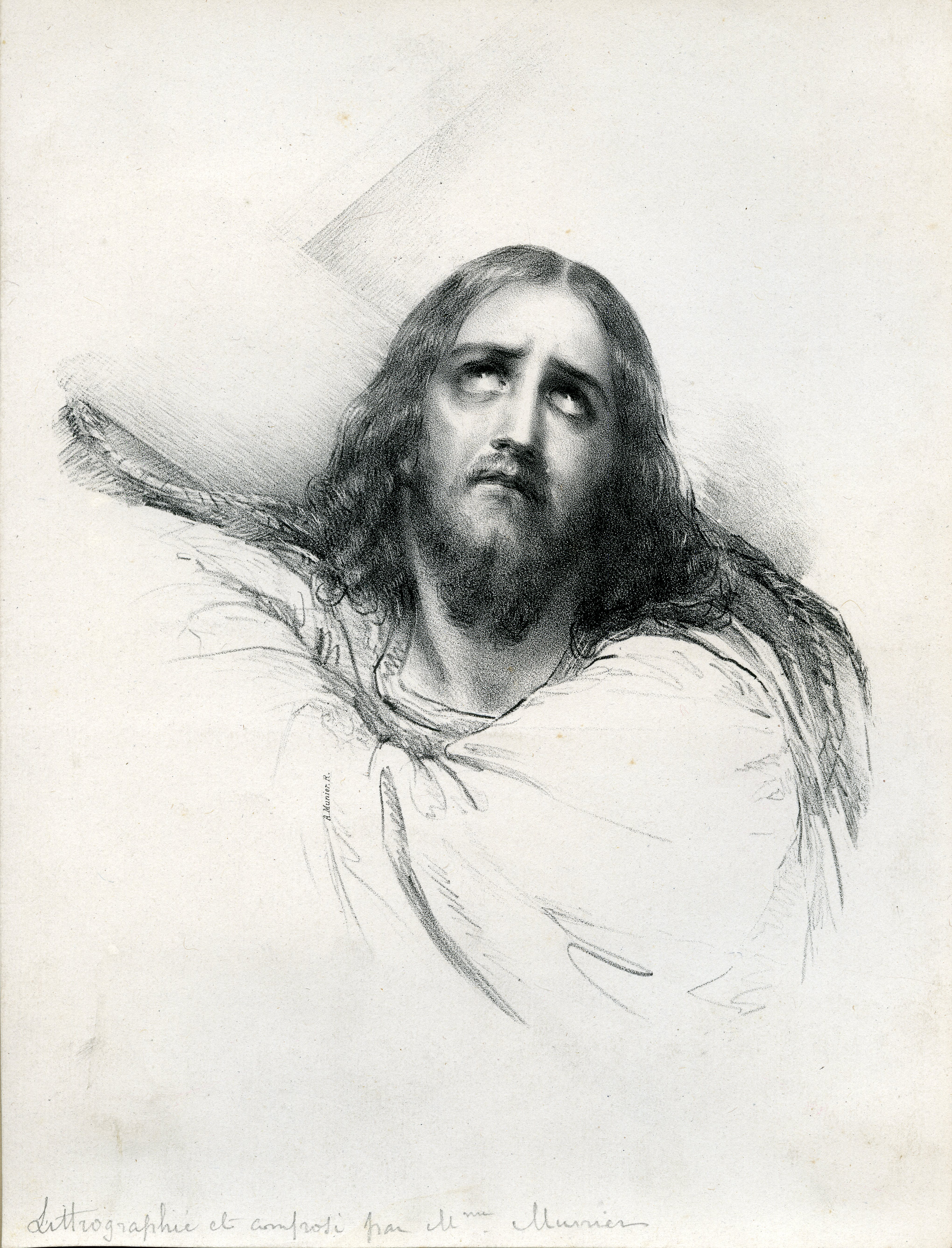
Christ (dess. et lithogr. par A. Munier-Romilly)

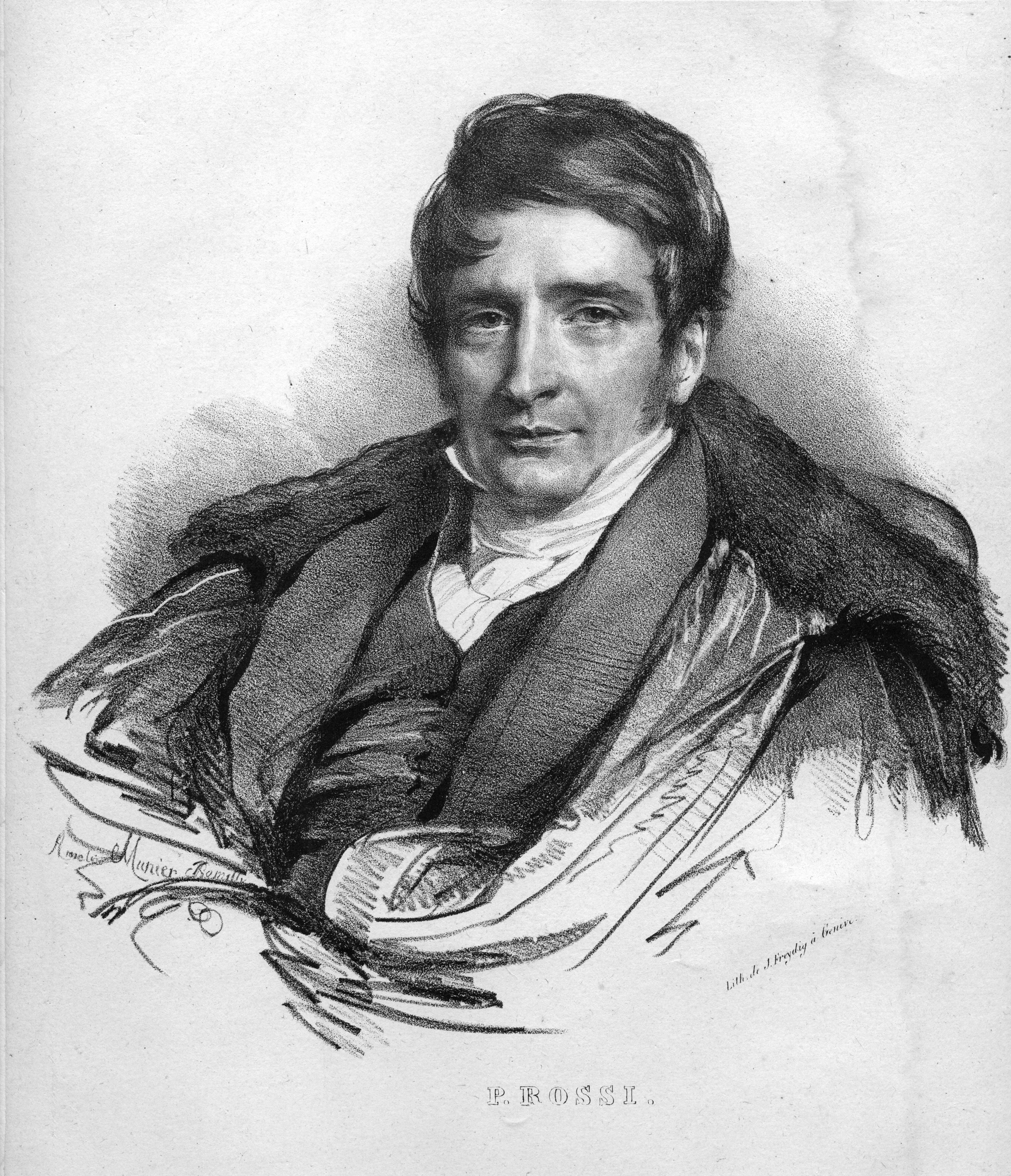
Pellegrino Rossi (lithogr. d'après A. Munier-Romilly)

## Sélection d'œuvres
- Portrait de Madame Schroeder, après 1843, pastel sur parchemin, 550 × 450 mm (oval), Cabinet d'arts graphiques du Musée d'art et d'histoire de Genève, don Marie Lecoultre, 1926
- Autoportrait, milieu XIXe siècle, plâtre patiné. Forme : figure en pied, accoudée à une chaise, sur base polygonale, 59,5 × 34 × 25 cm, Musée d'art et d'histoire de Genève, don de l'hoirie Arthur Chenevière, 1908
- Portrait de Jean-Daniel Huber (1754-1845), vers 1840, huile sur carton, 25 × 19,3 cm, Musée d'art et d'histoire de Genève, legs Charles-William Huber, 1926
- Portrait de Charles Simonde de Sismondi (1773-1842), entre 1825 et 1830 (?), huile sur carton, 40 × 34 cm, Musée d'art et d'histoire de Genève, don de Fanny Wedgwood-Hensleig, 1880
- Portrait de Suzanne Dufour, née Bonneton (1797-1867), vers 1820, pierre noire, rehauts de blanc, 21 x 18.5 cm, Bibliothèque de Genève, Centre d'Iconographie genevoise, Fonds Archives Dufour
- Portrait de Firmin Massot, huile sur toile, 82 × 70 cm, Société des arts de Genève